# Liopasia athlophora
Liopasia athlophora là một loài bướm đêm trong họ Crambidae.